# Lycosella
Lycosella is een geslacht van spinnen uit de familie wolfspinnen (Lycosidae).

## Soorten
De volgende soorten zijn bij het geslacht ingedeeld:
- Lycosella annulata Simon, 1900
- Lycosella minuta Thorell, 1890
- Lycosella spinipes Simon, 1900
- Lycosella tenera Thorell, 1890
  - Lycosella tenera bisulcata Thorell, 1890